# Oliver McBurnie
Oliver Robert McBurnie (ur. 4 czerwca 1996 w Leeds) – szkocki piłkarz, występujący na pozycji napastnika w hiszpańskim klubie Las Palmas. W latach 2018-2021 reprezentant Szkocji.